# Leo Fender
Leo Fender, nome completo Clarence Leonidas Fender (Anaheim, 10 agosto 1909 – Fullerton, 21 marzo 1991), è stato un liutaio e imprenditore statunitense.
Costruttore di bassi e chitarre elettriche, insieme a Don Kaufmann e George Fullerton, è stato il fondatore della Fender Musical Instruments Corporation.

## Biografia
Fin da giovanissimo ha manifestato un vivo interesse per l'elettronica. Costruiva e riparava apparecchiature radio durante gli studi alle scuole superiori. Ottenuto il diploma, nel 1928, completò con successo gli studi in Economia al Fullerton Junior College.
Lavorò come contabile per qualche tempo allo State of California Highway Department e successivamente avviò un'attività per la riparazione di apparecchi radio, che nel 1947 fu ampliata da Fender e Clayton "Doc" Kauffman, e trasformata in azienda per la produzione di electric steel ("Hawaiian") guitar e amplificatori. Conclusi gli affari con Kauffman, Fender si interessò all'idea originale di una chitarra elettrica solid body.
Nel 1950 Fender e Fullerton inventarono la Esquire e la Broadcaster, prima chitarra elettrica di serie prodotta dalla Fender Electric Instrument Manufacturing Company. A causa di una disputa per conflitto del nome già adottato da un altro costruttore di strumenti musicali, la serie di batterie Gretsch Broadkaster, la chitarra Broadcaster fu rapidamente ribattezzata Telecaster, (così chiamata in omaggio alla nascente televisione) forse una delle chitarre elettriche più longeve della storia.
Con una semplice struttura, la Telecaster ha attirato l'interesse di nuove generazioni di chitarristi. La costruzione separata di manico e corpo e la loro unione per mezzo di viti (manico bolt-on) hanno diminuito in modo significativo i costi di produzione, rendendo accessibile a tutti l'acquisto di uno strumento di qualità; la sezione a V del manico permetteva di premere con il pollice le corde basse, e il corpo in frassino massiccio (solid body) eliminava il feedback, risolvendo i problemi di amplificazione.
Nel 1951 venne presentato il Precision Bass che, grazie alla presenza dei tasti (frets), rendeva più precisa la posizione del dito per potere produrre una nota sulla tastiera (da cui il nome "Precision") e che, rimpiazzando l'ingombrante contrabbasso, rappresentò lo strumento più innovativo di Fender. Il Precision Bass cambiò usi e costumi nella musica pop. A questa rivoluzione seguì l'introduzione della Stratocaster nel 1954.
Le innovazioni presenti sulla Stratocaster furono molteplici, fra le quali ricordiamo il ponte "tremolo", che permetteva di realizzare effetti simili alla lap steel, e un circuito elettrico con tre pick-up, con quello al ponte posizionato "slanted" (in diagonale, per catturare delle frequenze acute in più).
Ma, a far diventare la Stratocaster una vera icona culturale, furono le linee moderne del suo design, il quale ricordava le auto dell'epoca anche nei colori, e la sua impugnatura ergonomica. Grazie a questo tipo di impugnatura, la chitarra aderiva meglio al corpo del musicista rispetto alla Telecaster.
Ironicamente Leo Fender non ha mai imparato a suonare la chitarra (sebbene suonasse il sassofono durante le scuole superiori), ma strinse ottimi rapporti con la comunità dei musicisti della California Meridionale. Beneficiò quindi di un approccio alla chitarra elettrica slegato dai preconcetti della tradizione e gli permise di costruire strumenti molto più accessibili del suo principale rivale Gibson Guitar Corporation.
Egli ha continuato a disegnare nuove chitarre e bassi elettrici come Jaguar, Jazzmaster e il Jazz Bass, soprattutto negli anni sessanta.
Nel 1965, in cattive condizioni di salute, Fender vendette la sua Fender Musical Instruments Corporation alla Columbia Broadcasting Corporation per 13 milioni di dollari.
Tra il 1971 e il 1978 contribuì fattivamente alla nascita e all'avviamento della Music Man, con cui però ruppe i rapporti per fondare nel 1979 la G&L con il suo vecchio amico George Fullerton. Lavorò lì fino alla sua morte, che lo colse il 21 marzo 1991 a causa della malattia di Parkinson.
Dal momento della sua morte, il suo ufficio è rimasto intatto, una stanza vetrata in mezzo alla fabbrica con quaderni e libri "aperti"; nessuno vi entra, solo persone selezionate, per pulire, una volta al mese.